# Campoplex anatolus
Campoplex anatolus là một loài tò vò trong họ Ichneumonidae.